# Круг добра
Фонд поддержки детей с тяжёлыми жизнеугрожающими и хроническими заболеваниями, в том числе редкими (орфанными) заболеваниями «Круг добра» (Фонд Круг добра) — один из государственных внебюджетных фондов. Создан 5 января 2021 года указом Президента Российской Федерации № 16 от 5 января 2021 года для оказания помощи детям с тяжелыми жизнеугрожающими и хроническими заболеваниями, в том числе редкими (орфанными) заболеваниями. Учредителем Фонда является Министерство здравоохранения Российской Федерации.
Деятельность фонда регулируется Бюджетным кодексом Российской Федерации и Указом Президента Российской Федерации «О создании фонда „Круг добра“ для поддержки детей с тяжёлыми жизнеугрожающими и хроническими заболеваниями, в том числе редкими (орфанными)», а также иными законодательными и нормативными актами.

## Деятельность
В сентябре 2021 года Татьяна Голикова сообщила, что на лечение детей с редкими заболеваниями фонду «Круг добра» в 2022—2024 годах будет направлено более 252 млрд рублей.
В октябре 2021 года лауреат Нобелевской премии мира 2021 года Дмитрий Муратов объявил, что перечислит часть полагающейся ему награды в благотворительный фонд «Круг добра».
За 2021 год фонд «Круг добра» обеспечил лекарствами 2085 детей.
По состоянию на июнь 2023 года Фонд оказал помощь 7,3 тысячам детей из всех регионов РФ, страдающим одним из 72 тяжёлых и редких заболеваний, в их числе среди прочих 23 подопечных из новых регионов. Закупается 54 наименования дорогостоящих препаратов, девять видов медицинских изделий, два вида технических средств реабилитации, оплачивается восемь видов помощи. На помощь детям с 2021 года фондом направлен 171 миллиард рублей. По состоянию на май 2023 года 157 детям со СМА Фонд закупил «Золгенсмы» на сумму более 16 миллиардов рублей.
По словам премьер-министра РФ Михаила Мишустина, в 2023 году «Круг добра» обеспечил около 2500 детей дорогостоящими лекарствами, а порядка 300 — медицинскими изделиями и средствами для реабилитации.

## Финансирование
Основные источники финансирования — ассигнования федерального бюджета (прибавка 2 % к НДФЛ для физических лиц и организаций, чей доход превышает 5 миллионов рублей в год). По состоянию на июль 2021 года фонд пока не принимает пожертвования от частных или юридических лиц. Планируемое ежегодное финансирование фонда — 60 млрд рублей.
По словам министра финансов РФ Антона Силуанова, несмотря на налоговые изменения, принятые в 2024 году, объём поступлений в фонд «Круг добра» останется прежним. За три года организация получила из федерального бюджета целевые средства в объёме 430,3 млрд рублей — от поступлений НДФЛ в 15 % с доходов больше 5 млн рублей в год.
29 июня 2024 года премьер-министр РФ Михаил Мишустин сообщил, что на лечение детей с редкими и тяжелыми заболеваниями правительство выделило 24,5 млрд рублей. На эти средства пациентам закупят медицинские препараты не зарегистрированные в России, медоборудование, а также обеспечат их зарубежным дорогостоящим лечением.

## Функции
Фонд помогает детям, являющимся гражданами России в возрасте до 18 лет, с тяжелыми жизнеугрожающими и хроническими заболеваниями, в том числе редкими (орфанными) заболеваниями, включенными на текущий момент в Перечень заболеваний Фонда.
Финансирование помощи детям с тяжёлыми и хроническими заболеваниями, с привлечением бюджетных и внебюджетных средств, в том числе:
- Оплата хирургического, и, иного лечения для таких детей;
- Оплата дорогостоящих лекарственных средств[12][13];
- Обеспечение детей необходимыми медицинскими изделиями.

## Перечень заболеваний
Перечень фонда тяжёлых жизнеугрожающих и хронических заболеваний, в том числе редких (орфанных) заболеваний:
- Синдром короткой кишки;
- Муковисцидоз, в соответствии с утверждёнными категориями;
- Нейробластома;
- Спинальная мышечная атрофия;
- Болезнь Помпе;
- Гипофосфатазия;
- Семейная средиземноморская лихорадка;
- Криопирин-ассоциированный периодический синдром[англ.];
- Периодический синдром, ассоциированный с рецептором фактора некроза опухоли[англ.];
- Мукополисахаридоз IV A;
- Миодистрофия Дюшенна-Беккера.

Перечень приведён на начало июня 2021 года. Впоследствии был пополнен списком из нескольких десятков заболеваний.

## Структура управления фонда
Структура управления фондом в соответствии с уставом:
- Совет фонда — высший коллегиальный орган управления.
- Правление фонда во главе с председателем — исполнительный орган.
- Попечительский совет — надзорный орган.
- Экспертный совет — консультативный орган.

### Состав Совета фонда
В соответствии с уставом фонда высшим коллегиальным органом является Совет фонда. Состав совета фонда утвержден Правительством в мае 2021 года. Совет фонда утверждает бюджет фонда в части, касающейся расходов на обеспечение деятельности фонда и определяет приоритетные направления деятельности, а также порядок использования его имущества.

#### Председатель совета фонда
- Наталья Хорова, замминистра здравоохранения, председатель.

#### Члены совета фонда
- Анна Кузнецова, депутат Государственной думы Федерального собрания Российской Федерации, заместитель Председателя Государственной думы.
- Светлана Бондарчук, замруководителя ФНС.
- Алексей Вовченко, первый замминистра труда и социальной защиты.
- Игорь Каграманян, директор Департамента здравоохранения правительства РФ.
- Павел Кадочников, замминистра финансов.
- Евгений Камкин, замминистра здравоохранения.

### Попечительский совет фонда
В соответствии с уставом фонда Попечительский совет является надзорным органом. Совет утверждает перечень закупаемых фондом препаратов, и контролирует текущую деятельность фонда. Состав попечительского совета утвержден Владимиром Путиным. 14 января 2021 года состоялось первое заседание Попечительского совета фонда.
В середине декабря 2022 года вышел указ Президента РФ, согласно которому из попечительского совета исключили Елизавету Олескину, Ксению Раппопорт, Фечину Ларису и Чулпан Хаматову.

#### Председатель попечительского совета
- Николай Дайхес — директор национального медицинского исследовательского центра оториноларингологии ФМБА России;

#### Члены попечительского совета
- Ирина Киркора — учредитель центра «Мир семьи»;
- Снежана Митина — президент «Общества инвалидов, страдающих синдромом Хантера, другими формами мукополисахаридоза и иными редкими генетическими заболеваниями»;
- Лидия Михеева — секретарь Общественной палаты России;
- Ирина Мясникова — председатель «Всероссийского общества редких (орфанных) заболеваний»;
- Галина Новичкова — генеральный директор центра детской гематологии, онкологии и иммунологии имени Дмитрия Рогачева;
- Елена Петряйкина — директор детской клинической больницы университета имени Пирогова;
- Леонид Рошаль — президент союза медицинского сообщества «Национальная медицинская палата»;
- Юлия Самойлова — певица;
- Нюта Федермессер — директор московского центра паллиативной помощи департамента здравоохранения Москвы;
- Константин Хабенский — учредитель Фонда Хабенского, актёр;
- Мария Львова-Белова — детский омбудсмен;
- Олег Новицкий — лётчик-космонавт;
- Владислав Третьяк — депутат Госдумы.

#### Бывшие члены попечительского совета
- Елизавета Олескина — директор фонда «Старость в радость»;
- Чулпан Хаматова — соучредитель фонда «Подари жизнь», актриса;
- Ксения Раппопорт — учредитель фонда «БЭЛА. Дети-бабочки»;
- Лариса Фечина — заместитель главврача детской клинической больницы Свердловской области.

### Правление Фонда
Правление осуществляет текущую деятельность фонда

#### Председатель правления фонда
- протоиерей Александр Ткаченко[24] — руководитель комиссии Общественной палаты по вопросам благотворительности и социальной работе. Основатель «Детского хосписа».

#### Состав правления фонда
- Крючко Д. С. — начальник Управления трансляционной медицины и инновационных технологий ФМБА России
- Гуржиева О. В. — руководитель по направлению взаимодействия с органами власти автономной некоммерческой организации «Национальный институт исследований и развития проектов в сфере межнациональных, межконфессиональных, межэтнических, межкультурных межстрановых коммуникаций»
- Кудря А. П. — директор по развитию Санкт-Петербургского ГАУЗ «Хоспис (детский)»
- Кушнарева И. В. — директор Санкт-Петербургского ГАУЗ «Хоспис (детский)»

### Экспертный совет фонда
В соответствии с уставом фонда Экспертный совет является консультативным органом. Экспертный совет фонда формирует списки болезней и препаратов для их лечения и предлагает их для утверждения Попечительскому совету.

#### Председатель экспертного совета
- Румянцев А. Г. — президент ФГБУ «Национальный медицинский исследовательский центр детской гематологии, онкологии и иммунологии имени Дмитрия Рогачева» МЗ РФ, главный внештатный специалист — детский онколог-гематолог Минздрава России (председатель экспертного совета)

## Критика
6 августа 2021 года актриса и ресторатор Лариса Бравицкая обвинила фонд в закрытости данных по обеспечению детей лекарствами и бездеятельности. С её слов «регионы расслабились, понадеявшись на государство. Это привело к прекращению сбора средств, повлекших за собой не только ухудшение состояние больных детей, но и ряд смертей».
5 августа 2021 года корреспондент «Новой газеты» Елизавета Кирпанова обвинила фонд в сложностях выстраивания диалога с регионами, собственными сотрудниками и с родителями. Та же она отметила недоступность горячей линии фонда.
В октябре 2021 года член Попечительского совета фонда «Круг добра», певица Юлия Самойлова, в обращении к Владимиру Путину попросила лично вмешаться в ситуацию с обеспечением сверхдорогими лекарствами взрослых со СМА, которой страдает и сама. С её слов фонд «Круг добра» снимет потребность в дорогостоящих препаратах для детей, но взрослые граждане с диагнозом СМА не могут получить лекарство — ни через суд, ни через Минздрав, ни через митинги.
В феврале 2022 года были зафиксированы несколько случаев, когда федеральные консилиумы врачей из подчиняющихся Минздраву клиник отказывались выдать препарат «Золгенсма» больным СМА детям, хотя их родителям удалось собрать по 120 миллионов рублей на покупку лекарства. Больных СМА детей в России лекарствами обеспечивает фонд.